# María Evelia Marmolejo
María Evelia Marmolejo (1958) es una artista de performance y feminista radical colombiana, que ha vivido en Madrid y Nueva York. La académica colombiana María Lovino le atribuye la puesta en escena de la primera obra de arte de performance feminista en Colombia, en 1981. Es sobre todo conocida por tocar temas controvertidos en sus obras, como la opresión política, el feminismo, el medio ambiente y cuestiones socioeconómicas.

## Primeros años
Marmolejo nació en Pradera, Colombia, en 1958. Criada en una familia católica con cuatro hermanos, desde temprana edad se disgustó con la idea del machismo y el papel inferior de las mujeres en una sociedad dominada por los hombres; esto la llevó a expresar dicha frustración en futuras obras de arte como Tendidos. De niña participó en clases de teatro de barrio y también participó en un taller de teatro en la escuela de arte; ambos influyeron en gran medida en su pasión por la actuación. Encontró el arte escénico adecuado para ella, ya que le dio una salida para expresar su enojo y angustia hacia la agitación política de su país en ese momento, así como sus propias luchas por ser mujer.

## Educación

### Estudiante de arte: Universidad de Santiago de Cali (1978-80)
María Evelia Marmolejo estudió arte y obtuvo su licenciatura en la Universidad de Santiago de Cali, en Cali, Colombia, de 1978 a 1980; aunque previamente estudió derecho, carrera que dejó por falta de interés. En la universidad creó su primera instalación para su examen final en 1979 titulada Tendidos, en la que colgó almohadillas usadas y sin usar de un perchero, utilizando un gancho de carnicero. Esta fue la primera vez que uso sangre, la cual luego usaría en otras obras para hablar sobre la violencia que se vivía en su país. La pieza en su conjunto estaba hecho como protesta por la violación y tortura de mujeres colombianas por parte del ejército colombiano. Durante su examen final de dibujo en la escuela, se cortó el dedo índice y usó su sangre para dibujar una línea en carteles, ilustrando cómo la violencia política en Colombia era continua, pero no una línea recta, y también expresando su creencia de que el dibujo no tenía que estar hecho con papel y lápiz tradicionales. En consecuencia, fue reprobada de la escuela de arte cuando sus profesores no aceptaron ninguna de las obras. Una vez que Marmolejo dejó la escuela de arte, decidió concentrarse en el arte escénico, inspirándose en artistas como Lygia Clark, Yeni y Nan, y Carlos Zerpa.

### Maestría y educación posterior
Marmolejo también estudió video y televisión en el Centro de Estudios de la Imagen en Madrid, España en 1986. Además, obtuvo su Maestría en Artes y Humanidades de la City University of New York, en Nueva York, en 2008.

## Obra artística
Las obras de Marmolejo tratan temas de género, colonialismo y opresión política en Colombia. Sus primeros performances abarcan los años 1981 a 1985, después de lo cual hubo un período de casi 30 años durante el cual rara vez actuó; volviendo a ser activa públicamente hasta el 2013. Ha realizado sus performances en importantes instituciones como el Museo de Arte Moderno de Bogotá, el Museo de Arte Moderno de Cartagena y el Museo de Arte Contemporáneo de Guayaquil, así como en sitios menos conocidos. Sus performances en la década de 1980 a menudo incluían fluidos corporales e infligirse daño a sí misma, en obras que responden a la opresión política en Colombia, las condiciones sociales de las mujeres, el contexto político de los cuerpos de las mujeres y los problemas ambientales.
Marmolejo se autoexilió en Madrid en 1985. Más tarde se mudó a la ciudad de Nueva York.

## Período de producción principal: 1981-85

### Anónimo-1981
Marmolejo produjo la mayoría de sus obras de performance entre 1981 y 1985. Su primera performance titulada Anónimo 1 tuvo lugar en 1981 en la Plazoleta del Centro Administrativo Municipal en Cali, Colombia. Anónimo 1 fue un performance creado como reconocimiento a los varios colombianos inocentes que habían sufrido bajo el régimen del presidente colombiano en ese momento, Julio César Turbay Ayala (1978-1982). La primera parte del performance consistió en la creación de una pasarela a partir de un papel blanco; después Marmolejo hizo cortes en sus pies y caminó sobre el papel, dejando manchas de sangre. Para permanecer en el anonimato, usó una túnica blanca, gorra y vendas sobre su rostro. En la segunda parte, Marmolejo curó sus lesiones autoinfligidas y luego siguió caminando sobre el papel con los pies vendados hasta que se cumplieron los veinte minutos que tenía planeados para la actuación. María Evelia Marmolejo pretendía escandalizar a los espectadores para que prestasen atención a la violencia que los rodeaba, confrontar las diversas desapariciones y asesinatos y convencerlos de la gran necesidad de curar el dolor que esta violencia había causado. Anónimo 1 también marcó el comienzo de su uso frecuente de la autolesión como una técnica para expresarse y captar fácilmente la atención de su público.

### 11 de Marzo-1982
En 1982 Marmolejo produjo su performance más famosó y también más controvertido titulado 11 de Marzo. Lo realizó en la Galería San Diego, en Bogotá, Colombia. La actuación consistió en inducir su período, como algo destinado a celebrarse y como una parte natural de la vida en lugar de algo de lo que avergonzarse. Marmolejo colocó papel en el piso en forma de L y caminó desnuda sobre él para que su sangre goteara sobre él; todo mientras reproducía sonidos de descarga del inodoro de fondo. La mayor parte de su cuerpo estaba cubierta de toallas femeninas y también bailaba mientras se frotaba el área púbica contra el papel y las paredes. Este performance fue una forma de expresar una parte de ella que siempre había sido despreciada por la sociedad, así como una forma de liberarse y finalmente aceptar las funciones naturales de su cuerpo. Se consideró muy rebelde cuando convirtió una parte de la feminidad que tradicionalmente se veía como una debilidad y un atributo que contribuía a la presunta inferioridad de una mujer, y la convirtió en una fortaleza.

### Anónimo 3 y 4-1982
Marmolejo también produjo Anónimo 3, que hablaba sobre la necesidad de enfocarse en el medio ambiente. Esta fue un performance privado de 15 minutos que ocurrió cerca del río Cauca en Colombia, que significó una especie de disculpa por toda la contaminación que la humanidad había creado en la tierra, como la representaba el río. En este performance, Marmolejo se cubrió con una gasa y realizó un ritual de curación donde se dio un lavado vaginal destinado a fertilizar el suelo y deshacerse de la contaminación.
Anónimo 4 fue producido el mismo año. De manera similar a Anónimo 3, fue un performance privado que también se llevó a cabo junto al río Cauca. En esta presentación, recogió múltiples placentas de hospitales cercanos y las colocó en un triángulo que cavó en el suelo. Luego colgó algunas placentas de su cuerpo con tiras de plástico y se colocó dentro del triángulo. Este perfrmance fue eficaz para provocar que el público llorara y vomitara, ya que el olor de las placentas era muy fuerte. La pieza pretendía enfatizar la idea de que nacer en un mundo en el que había que luchar para sobrevivir era aterrador para muchos, incluida ella misma.

### América-1985
Marmolejo quedó embarazada en 1985 y decidió exiliarse a Madrid, España. La artista tomó conciencia de que España estaría celebrando los 500 años del descubrimiento de América, lo que la llevó a dar su punto de vista y protestar por la celebración a través de otro performance titulado América. Este performance tuvo lugar el 12 de octubre de 1985, en la Plaza Colón de Madrid. Marmolejo expresó su creencia de que no deberían estar celebrando, sino lamentando ese día porque el descubrimiento de América también marcó el comienzo del colonialismo. A las 12:00 del mediodía la artista comenzó a distribuir copias que había tomado del libro de Fray Bartolomé de la Casas, "Breve Destrucción de las Indias". Usó algunas de las descripciones más trágicas y gráficas de la conquista que De la Casas había descrito en su libro como un intento de convencer a la gente de los horrores del colonialismo. Luego procedió a cortarse los dedos y usar su sangre para escribir la palabra "América" en la estatua de Cristóbal Colón ubicada en la plaza. El performance provocó fuertes reacciones del público, con algunas personas gritándole que regresara a su propio país y otras gritando que tenía derecho a hablar porque España era un país libre. Luego rompió un espejo grande y entregó los pedazos rotos al público, y poco después fue arrestada. Estuvo en la cárcel durante unas horas por posesión de un arma (el cuchillo que usó para cortarse), pero fue liberada al poco tiempo.

### Sesquilé-1985
Marmolejo decidió convertir el nacimiento de su hijo en otra de sus obras de arte. La artista dio a luz a su hijo el 5 de diciembre de 1985 en el Hospital Anglo-Americano de Madrid. Optó por invitar a un fotógrafo y a varios espectadores para que la observaran dar a luz a su hijo, al que daría el mismo nombre que la pieza, Sesquilé. A través de Sesquilé, Marmolejo quiso yuxtaponer lo que significaba ser artista y lo que significaba ser creador de vida. Ella creía que el proceso de crear como artista era muy similar al de dar a luz, en el sentido de que dar a luz era, en cierto sentido, la creación de una nueva vida. Aunque en ese momento la artista creía que el concepto de un Dios alimentaba el patriarcado y, por lo tanto, se consideraba atea; se estaba mostrando a sí misma como una diosa.

### Obras importantes
- Anónimos 1, 2, 3, y 4, 1981-82.
- 11 de Marzo, 1981.
- Residuos I, 1983.
- Residuos II, 1984.
- América, 1985.
- Sesquilé, 1985.
- Extractivismo, 2015.

## Exposiciones
La siguiente es una lista de las exposiciones de arte de María Evelia Marmolejo, incluidos sus performances.
- Plaza del Centro Administración Municipal de Cali. Cali, Colombia. (1981)
- Museo de Arte Moderno de Cartagena. Cartagena, Colombia. (1983, 1982)
- Performance / Instalación: XXIX Salón Nacional de Artes Visuales. Pasto, Colombia. (1984)
- Performance: Museo de Arte Contemporáneo y Pinacoteca. Guayaquil, Ecuador. (1984)
- Performance: Plaza Colón. Madrid, España. (1985)
- Performance. Hospital Angloamericano. Madrid, España. (1985).
- Performance / Instalación: 3a Bienal de Arte de Bogotá. Bogotá Colombia. (1992)
- re.act.feminism - un archivo escénico en el Centro Cultural Montehermoso Kulturunea, Vitoria, España (2011)
- Performance: “1 de mayo de 1981 - 1 de febrero de 2013” Espacio de Arte Mandragoras (MAAS). Long Island City, Nueva York. (2013)[22][23]
- 19 Bienal de Arte Paiz. Lago de Atitlán, Ciudad de Guatemala, Guatemala. (2014)
- Engagement/Healing: “Extractivismo”, Milán, Italia. (2015)[24]
- Grants & Commissions Program Exhibition: “Conciencia Dopada”, 2016. Actuación. Sensibilidades líquidas, CIFO - Fundación de Arte Cisneros Fontanals. Miami, Florida. (2016)
- Subverting the Feminine: Latin American (Re)Marks on the Female Body. Y Gallery (Nueva York, NY). (2016-2017)[25]
- The Political Body: Radical Women in Latin American Art: 1960-1985- Hammer Museum, Los Ángeles, CA (2017)[26]

## Premios y reconocimientos
- Grants & Commissions Program Award (Premio al Logro). CIFO - Cisneros Fontanals Art Foundation. Miami, Florida. (2016).[7]

## Colecciones y actualidad
Las piezas performáticas de María Evelia Marmolejo se pueden encontrar documentadas por varios videos y fotografías en la Galería Prometeo de Milán, Italia, el Museo de Brooklyn en Brooklyn, Nueva York, el Museo de Arte Moderno de Bogotá en Bogotá, Colombia, y el Instituto de Visión también en Bogotá. Marmolejo sigue residiendo en Nueva York y continúa creando piezas que tienen como objetivo conectar temas pasados con el presente y analizar lo que ha cambiado a lo largo de los años.